# Травень 2014
Травень 2014 — п'ятий місяць 2014 року, що розпочався у четвер 1 травня та закінчився у суботу 31 травня.

## Події
- 29 травня
  - Компанія SpaceX представила версію космічного човна Dragon V2, призначеного для перевезення на МКС до семи астронавтів[1]
  - Терористи у Слов'янську збили вертоліт, загинуло 12 українських військових, серед яких генерал-майор Сергій Кульчицький[2]
  - Росія, Білорусь і Казахстан підписали договір про Євразійський економічний союз[3]
- 25 травня
  - Петра Порошенка (на фото) обрано новим президентом України[4]
  - У країнах Європейського Союзу пройшли Вибори до Європарламенту. Попри зростання популярності «євроскептиків», проєвропейські сили зберегли більшість[5]
  - У віці 90 років помер Войцех Ярузельський, останній лідер комуністичної Польщі[6]
- 24 травня
  - «Реал Мадрид» вдесяте переміг у Лізі чемпіонів УЄФА
- 22 травня
  - Командувач Королівської армією Таїланду генерал Прают Чан-Очане через затяжну політичну кризу ввів воєнний стан і здійснив військовий переворот[7]
  - У результаті боїв на Луганщині та Донеччині біля міст Рубіжне та Волноваха загинули щонайменше 17 українських військових[8][9]
- 21 травня
  - Газпром підписав 30-річний контракт на поставку природного газу в Китай[10]
- 15 травня
  - Київське «Динамо» перемогло донецький «Шахтар» у фіналі Кубка України 2013/2014 і стало десятиразовим володарем трофею[11]
- 14 травня
  - Іспанська «Севілья» здобула перемогу у фіналі Ліги Європи 2013/2014[12]
- 13 травня
  - У Туреччині стався вибух на шахті в Сомі: загинуло понад 300 осіб[13]
- 11 травня
  - У низці районів, міст і селищ Донецької і Луганської областей одночасно пройшли 2 референдуми — про державний суверенітет і возз'єднання з Дніпропетровською областю[14][15]
  - Донецький «Шахтар» став дев'ятиразовим чемпіоном України з футболу[16]
- 10 травня
  - Кончіта Вурст перемогла на Євробаченні 2014[17]
- 9 травня
  - У Маріуполі відбувся вуличний бій із терористами біля управління міліції, загинуло 9 осіб і 42 людини отримали поранення[18]
- 7 травня
  - Конституційний суд Таїланду усунув в.о. прем'єр-міністра Їнглак Чинават[19]
- 2 травня
  - В Одесі 46 осіб загинуло, близько 200 поранено у сутичках після збройного нападу на ходу за єдність країни та пожежі у Будинку профспілок[20]